# Компенсатор плавучести
Компенсатор плавучести, или BCD (англ. buoyancy compensator, или англ. buoyancy control device) — устройство, предназначенное для компенсации переменной отрицательной плавучести аквалангиста, как в момент погружения, так и в момент пребывания на поверхности. Обычно представляет собой жилет, который надувается воздухом из баллона для поддержания определенной глубины погружения.
Бывают разных форм, но в настоящее время преобладают компенсаторы плавучести в виде жилетов. Компенсатор плавучести состоит из:
- жилета/корпуса;
- инфлятора;
- ремней для баллона.

Компенсаторы плавучести являются обязательными как в любительском, так и в профессиональном дайвинге. Они предусмотрены правилами международных федераций дайвинга.
В нулевом варианте плавучесть регулируется с помощью легких человека. При использовании же гидрокостюма, грузов вдох/выдох критическим образом уменьшает свое влияние на плавучесть. Основным инструментом регулировки плавучести становится специализированный «Компенсатор плавучести».